# 军官训练团
军官训练团是指1933年蒋介石在江西省庐山创立的军官学校。

## 地点
庐山军官训练团在江西省九江市庐山五老峰下。由蒋介石创立于1933年7月，是为了培养反共作战的军事骨干。距离海会寺500米，有30多栋楼房，后来被侵華日軍飞机投弹炸毁。仅仅剩下3栋，成为后来的江西省共产主义劳动大学校址。学校距离鄱阳湖不到5公里。

## 人员
陈诚担任教育长，培养了大量的军事骨干，汤恩伯就是一个。
- 1933年5月21日，蒋介石在南昌设立国民政府军事委员会委员长行营。
- 1933年6月25日，蒋介石决定在庐山创设军官训练团，以南昌行营第三厅厅长刘兴、第五军副军长刘绍先为军训团正、副筹备主任，调集十余人为筹备员。由于筹备工作繁杂，事务浩大，涉及到地方及行营各厅各处，故经南昌行营办公厅主任熊式辉签批，加派南昌行营运输处长兼总务处长林湘为筹备副主任。
- 1933年7月3日，陈诚在“剿共”前线临川接获蒋介石的委任，出任“赣粤闽湘鄂北路剿匪军官训练团”（后简称为庐山军官训练团）团长，刘绍先、柳善任副团长。 总教官杨杰。陈诚兼战术主任教官（后王俊接任），工兵学校校长林柏森兼任筑城主任教官，交通司司长王景录兼任通讯主任教官，中央军校教育处长李明灏兼任射击主任教官，南昌行营第四厅厅长朱怀冰兼任政治主任教官。
- 1933年7月10日，蒋介石由南昌抵庐山亲自授课。
- 1933年7月18日第一期正式开学。受训军官1840人。8月4日结业。第二期8月13日至27日，学员2517人。第三期9月3日至18日，学员3241人。另中央军校暑期训练班604人。庐山军官训练团结束后，北路剿匪军总司令由刘峙换为顾祝同，开始了第五次围剿中央苏区战争。
- 1958年，庐山军官训练团遗址建立了江西省共产主义劳动大学庐山分校；后来改为江西省共产主义劳动大学星子分校。